# Los inundados
 Los inundados  es una película en blanco y negro de Argentina dirigida por Fernando Birri sobre su propio guion escrito en colaboración con Jorge A. Ferrando según el cuento homónimo de Mateo Booz que se estrenó el 26 de abril de 1962 y que tuvo como protagonistas a Pirucho Gómez, Lola Palombo, María Vera y Héctor Palavecino.
En una encuesta de las 100 mejores películas del cine argentino llevada a cabo por el Museo del Cine Pablo Ducrós Hicken en el año 2000, la película alcanzó el puesto 13. En una nueva versión de la encuesta organizada en 2022 por las revistas especializadas La vida útil, Taipei y La tierra quema, presentada en el Festival Internacional de Cine de Mar del Plata, la película alcanzó el puesto 33.

## Sinopsis
En una familia humilde que vive a orillas del río Salado en Santa Fe sufriendo frecuentes inundaciones, el padre decide sacar provecho de la situación y esperar que se organice la espontánea ayuda de las “fuerza vivas” de la ciudad.

## Reparto
- Pirucho Gómez …Dolores Gaitán
- Lola Palombo …Óptima Gaitán
- María Vera …Pilar Gaitán
- Héctor Palavecino
- Julio González
- Pedro Evaristo
- Jacobo Azerrad
- Roberto PérezRaúl
- Agustín Rodríguez
- Carlos Rodríguez
- Nilda Ledesma
- Roberto Rodríguez
- Juan Carlos Rodríguez
- Estela Maris Ferraro
- Juan Crespo
- Elvira Anparamo
- María Rosa Loza
- Celino Márquez
- Vicente Márquez
- Graciela Capella
- Elsa Matilde Capella
- Oscar Ledesma
- Francisco Ortolochipi …Canudas

## Comentarios
Oscar Yoffe opinó en Tiempo de Cine:

”No podemos decir que es una obra enteramente realista…diremos en cambio que en determinados miomentos sí lo es: aquellos en que logra poner al desnudo los aspectos de la realidad.”

En la nota firmada JD en Clarín, se comentó sobre el filme:

”…algunos aciertos parciales…rescatan la intención de la película, aunque no alcancen para justificarla ni para dejar de manifestar que se trata de una obra sin ninguna madurez técnica y artística.”

La Razón afirmó:

”Uno de los pocos realizadores argentinos de la nueva promoción, que ubica su cámara de espaldas al mar, para ofrecer un testimonio psicológico y social de una auténtica realidad nacional.”

Manrupe y Portela escriben:

”Film esencial y solitario de un posible neorrealismo argentino (o mejor litoraleño) que pinta a personajes, lugares y a la inundación, desde lo picaresco para describir una crítica sin panfleto.”

## Premio
Fue galardonado en el Festival Internacional de Cine de Venecia con el premio a la mejor ópera prima ex aequo con David y Lisa, la película de Estados Unidos dirigida por Frank Perry.